# Capitan Sciabola
Capitan Sciabola (Kaptein Sabeltann) è un film d'animazione del 2003 diretto da Stig Bergqvist.
Il soggetto è stato ispirato ai racconti dell'autore e cantante norvegese Terje Formoe.

## Trama
Tidy è un bambino orfano cresciuto sul veliero di Capitan Sciabola, la Dark Lady. Il ragazzo vorrebbe diventare un pirata, ma nessuno della ciurma presta attenzione a lui se non il secondo di Capitan Sciabola.
Capitan Sciabola è il terrore dei sette mari ed è alla ricerca del tesoro del leggendario Gory Gabriel. L'equipaggio approda nella baia di Luna, dove Tidy incontrerà la bella Veronica, nipote di Zio Rubino e Zia Selma,  capi del villaggio.
Tidy viene inizialmente usato come "esca" dal capitano affinché scopra qualcosa sul tesoro, e si introduce tra gli abitanti,  ma il ragazzo si affeziona a Veronica e al villaggio e chiede al capitano di rinunciare al suo tesoro perché per gli abitanti dell'isola è molto importante. Capitan Sciabola mente al ragazzo dicendo di lasciare in pace il villaggio ma lo attacca subito e ricatta Zio Rubino. Per il capitano tutto sembra filare bene, ma ecco che la faccenda si complica: il nuovo cuoco che aveva assunto (quello precedente abbandonato a causa del suo cibo disgustoso) si rivela un pericoloso pirata che voleva impadronirsi fin dall'inizio della nave, così imprigiona Capitan Sciabola e prende il comando, cominciando a terrorizzare gli abitanti dell'isola.
Tidy, fa un accordo con il capitano: lui lo avrebbe liberato a patto che avrebbero lasciato l'isola, così il ragazzo libera il capitano il quale riprende il comando e riesce a sconfiggere il suo rivale.
Così, dopo aver scoperto che il "Tesoro" erano solo delle ricette culinarie, Capitan Sciabola abbandona l'isola, senza Tidy che decide di rimanere a vivere con Veronica sull'isola nonostante il capitano gli avesse proposto di diventare un pirata.